# Mauro (voornaam)
Mauro is de variatie op Maurus in verschillende Romaanse talen en in die talen de naam van een aantal heiligen. Verscheidene personen zijn, met voor- of achternaam, naar deze heiligen vernoemd, evenals een dozijn plaatsen in Italië.

## Personen

### Nieuws en politiek
- Ezio Mauro, Italiaanse hoofdredacteur
- Giovanni Mauro (politicus), Italiaanse politicus
- Mario Mauro, Italiaanse politicus
- Mauro Lenzini, Belgische politicus
- Mauro Manuel, Angolese asielzoeker
- Mauro de Mauro, Italiaanse onderzoeksjournalist
- Mauro Munhoz, Braziliaanse politicus
- Mauro Pili, Italiaanse politicus
- Pino di Mauro, Belgisch-Italiaanse maffioso

### Kunst en wetenschap
- Fra Mauro, Italiaanse monnik en kaartenmaker
- Francisco Mauro Salzano, Braziliaanse bioloog
- Giovanni Mauro (dichter), Italiaanse dichter
- Humberto Mauro, Braziliaanse filmpionier
- Iwein Mauro, Belgische ornitholoog
- Mauro Alice, Braziliaanse filmeditor en -componist
- Mauro Berutto, Italiaanse volleybalcoach
- Mauro Bole, Italiaanse alpinist
- Mauro Bolognini, Italiaanse filmregisseur
- Mauro Campagnoli, Italiaanse antropoloog en ethno-musicoloog
- Mauro Cappelletti, Italiaanse rechtsgeleerde
- Mauro Casarini, Nederlandse acteur
- Mauro Checcoli, Italiaanse paardrijder
- Mauro Codussi, Italiaanse architect
- Mauro Cresti, Italiaanse botanicus
- Mauro Cristofani, Italiaanse linguist en etruscoloog
- Mauro Farina, Italiaanse muziekproducent
- Mauro Giuliani, Italiaanse cellist, gitarist en componist
- Mauro Malavasi, Italiaanse componist
- Mauro Maur, Italiaanse trompettist en componist
- Mauro Mendonça, Braziliaanse acteur
- Mauro Mendonça, Braziliaanse regisseur
- Mauro Mirisola, Belgisch toetsenist en muziekproducent
- Mauro Pawlowski, Belgische zanger/gitarist
- Mauro Peixoto, Braziliaanse botanicus
- Mauro Petrucci, Italiaanse componist, muziekpedagoog, dirigent en saxofonist
- Mauro Pezzente, Canadees bassist
- Mauro Picotto, Italiaanse dj en muziekproducent
- Mauro Staccioli, Italiaanse beeldhouwer
- Renata Mauro, Italiaanse actrice en presentatrice

### Sport
- Alessio di Mauro, Italiaanse tennisser
- Giovanni Mauro (scheidsrechter), Italiaanse voetbalscheidsrechter
- Johnny Mauro, Amerikaanse autocoureur
- Mauro Almeida, Portugese voetballer
- Mauro Badaracchi, Italiaanse pistoolschutter
- Mauro Baldi, Italiaanse autocoureur
- Mauro Barella, Italiaanse polsstokhoogspringer
- Mauro Bergonzi, Italiaanse voetbalscheidsrechter
- Mauro Bettin, Italiaanse wielrenner
- Mauro Boerchio, Italiaanse voetballer
- Mauro Boselli, Argentijnse voetballer
- Mauro Camoranesi, Argentijns-Italiaanse voetballer
- Mauro Cerioni, Italiaanse basketballer
- Mauro da Dalto, Italiaanse wielrenner
- Mauro Esposito, Italiaanse voetballer
- Mauro Facci, Italiaanse wielrenner
- Mauro Finetto, Italiaanse wielrenner
- Mauro Fiorini, San-Marijns staatshoofd
- Mauro Gallo, Italiaanse zwemmer
- Mauro Gerosa, Italiaanse wielrenner
- Mauro Geraldo Galvão, Braziliaanse voetballer
- Mauro Gianetti, Zwitserse wielrenner
- Mauro Iván Obolo, Argentijnse voetballer
- Mauro Lustrinelli, Zwitserse voetballer
- Mauro Maugeri, Italiaanse waterpolospeler en -coach
- Mauro Nespoli, Italiaanse boogschutter
- Mauro Numa, Italiaanse schermer
- Mauro Pregliasco, Italiaanse ralleycoureur
- Mauro Ramos de Oliveira, Braziliaanse voetballer
- Mauro Rosales, Argentijnse voetballer
- Mauro Santanmbrogio, Italiaanse wielrenner
- Mauro da Silva Gomes, Braziliaanse voetballer
- Mauro Simone, Belgische voetballer
- Mauro Smit, Nederlandse roeier
- Mauro Tassotti, Italiaanse voetballer
- Mauro Zanetti, Italiaanse wielrenner
- Mauro Zárate, Argentijns voetballer
- Roy Mauro, Belgische voetballer
- Stefano Mauro Pizzamiglio, Italiaans zwemmer
- Vincent Mauro, voetbalscheidsrechter uit de Verenigde Staten

### Kerk
- broeder Mauro, paus Gregorius XVI
- Mauro Piacenza, Italiaanse kardinaal
- Maurus (doorverwijspagina)